# پیپلز ولی (آریزونا)
پیپلز ولی (به انگلیسی: Peeples Valley) یک منطقهٔ مسکونی در ایالات متحده آمریکا است که در شهرستان یاواپای، آریزونا واقع شده‌است. پیپلز ولی ۳۹٫۲۱ کیلومتر مربع مساحت و ۳۷۴ نفر جمعیت دارد و ۱٬۳۶۵ متر بالاتر از سطح دریا واقع شده‌است.